# Triflinate de sodium
Le triflinate de sodium, ou trifluorométhanesulfinate de sodium est un sel de sodium et d'acide trifluorométhanesulfinique F3C–SOOH. Utilisé avec de l'hydroperoxyde de tert-butyle , ce composé chimique est un réactif approprié pour introduire des groupes trifluorométhyle sur des composés aromatiques riches en électrons à travers une substitution radicalaire.
Ce réactif est également capable de trifluorométhyler des composés aromatiques déficitaires en électrons en conditions biphasiques. Le difluorométhanesulfinate de zinc, un complexe apparenté, est également capable d'introduire des groupes difluorométhyle –CHF2 sur des composés aromatiques dans des conditions biphasiques semblables.